# Instituto Español Giner de los Ríos
L'Instituto Español Giner de los Ríos és una escola internacional espanyola en la parròquia civil d'Algés, Linda-un-Velha e Cruz Quebrada-Dafundo, en el municipi d'Oeiras, en la regió portuguesa de Gran Lisboa, promoguda pel Ministeri d'Educació d'Espanya. Ofereix cursos d'educació infantil (preescolar) fins a batxillerat.

## Història
L'Institut espanyol de Lisboa va ser creat per Decret Ministerial el 12 de setembre de 1932 (Gaceta de Madrid, 21 setembre 1932), proposat pel Ministerio de Estado, situat provisionalment a la Casa de España, compartint locals amb el Consolat i la Cambra de Comerç a la Rua do Salitre. El primer director fou el professor D. José Hernández Almendros.
L'any 1933, per ordre 251 del Ministerio de Estado, l'institut va rebre el nom d'Hermenegildo Giner de los Ríos, segons el desig dels residents espanyols en la ciutat i entitats nacionals, a proposta de l'Ambaixador a Espanya.
Al final del curs 1935-1936, l'administració de l'Instituto i de les Escuelas de Enseñanza Primaria va ser unificada en un edifici de Rua Mousinho da Silveira.
Després d'assolir una certa rellevància a la societat portuguesa, organitzava regularment amb la ràdio nacional portuguesa el programa La Hora Española, l'Institut va fer front a una severa crisi al final del curs 1953-54. Durant aquests anys va estar funcionant a la Rua Actor Tasso, però continuava tenint problemes financers, resultant la tardança de l'obertura del curs escolar 1975-1976. En aquell temps, va canviar d'ubicació a la seua ubicació actual, la Rua Direita do Dafundo, en la propietat Quinta de São João do Rio, un monument històric manat construir pel Count of Cantanhede en 1649.
En 1993 un nou pavelló va ser construït amb dues aules per al curs escolar 1999-2000, a més de la remodelació dels patis i la millora global de les instal·lacions. La biblioteca s'ha enriquit de manera constant, amb el temps, amb donacions importants (alguns dels llibres més antics que daten de 1789). Moltes persones notables han fet conferències a l'institut, incloent D. Manuel A. Ivot Leon, eminent professor d'història i estudis americans; D. Eugenio Montes, reconegut poeta i professor de literatura; i altres, incloent Gerardo Diego, qui feu classes diversos cursos. Com era d'esperar, hi hi havia una atenció especial en els estudis portuguesos, donat suport per la biblioteca i personalitats de prestigi, incloent l'il·lustre historiador Fidelino Figueiredo.